# Каламаринка
Каламаринка (укр. Каламаринка) — село в Красиловском районе Хмельницкой области Украины.
Население по переписи 2001 года составляло 258 человек. Почтовый индекс — 31000. Телефонный код — 3855. Занимает площадь 0,545 км². Код КОАТУУ — 6822789502.

## Местный совет
31000, Хмельницкая обл., Красиловский р-н, с. Щиборовка, ул. Кирова